# Jean Doukas (mégaduc)
Vous lisez un « bon article » labellisé en 2011.
Pour les articles homonymes, voir Jean Doukas.
Jean Doukas (en grec : Ἰωάννης Δούκας), né vers 1064 et mort avant 1137, est un membre de la famille Doukas et un parent d'Alexis Ier Comnène ainsi qu'un grand chef militaire lors du règne de celui-ci. En tant que gouverneur de Dyrrachium, il défend les possessions impériales dans l'Ouest des Balkans contre les Serbes. Il est nommé mégaduc et chasse les flottes turques de l'émir Tzachas de la mer Égée. Il réprime les rébellions en Crète et à Chypre et reprend le contrôle de la majeure partie de la côte occidentale de l'Anatolie pour le compte des Byzantins.

## Premières années
Jean Doukas naît vers 1064. Il est le second enfant du domestique des Scholes, le chef de l'armée, Andronic Doukas, le fils du césar Jean Doukas. Sa mère est Marie de Bulgarie, la grand-mère du tsar bulgare Ivan Vladislav. Il est donc le beau-frère d'Alexis Ier Comnène, marié à sa sœur Irène Doukas,,. Lors de la rébellion du mercenaire normand Roussel de Bailleul, Jean et son frère aîné Michel se trouvent en Bithynie, sur les terres de leur grand-père. Roussel demande au césar Jean Doukas de céder ses deux fils comme otages en échange de la libération d'Andronic Doukas. Le césar Jean Doukas accepte mais Michel réussit à s'échapper. Jean Doukas reste prisonnier de Roussel de Bailleul jusqu'à la défaite de celui-ci contre les Turcs d'Artuk plus tard dans l'année,,.
Après la mort de son père en 1077, Jean reste sur les terres de son grand-père en Thrace qui l'élève. C'est là qu'il apprend la rébellion d'Alexis Comnène contre Nicéphore III Botaniatès en 1081. Il décide avec son grand-père de rejoindre les forces d'Alexis à Schiza, là où il est ensuite proclamé empereur.

## Gouverneur de Dyrrachium

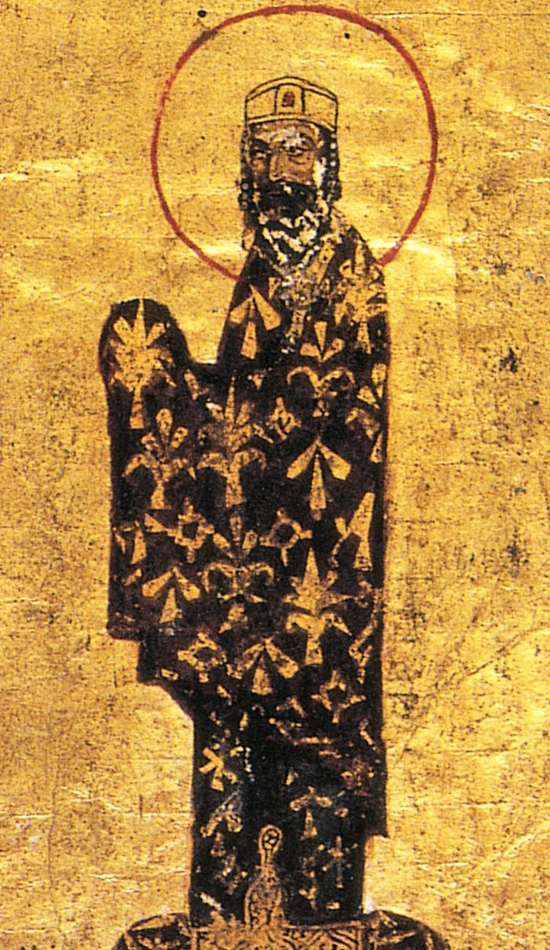
Miniature d'Alexis Comnène Ier.

En 1085, Alexis reprend la ville de Dyrrachium tenue jusque-là par les Normands. Cette cité d'une grande importance stratégique est confiée à Jean Doukas qui devient le gouverneur militaire de la province. Il y reste jusqu'en 1092 lorsqu'il est remplacé par Jean Comnène, le fils du sébastokrator Isaac Comnène, frère de l'empereur,. Il semble que le bilan de son mandat de gouverneur soit globalement positif. Jean repousse les incursions des Serbes de Dioclée et de Rascie. Selon Anne Comnène, il parvient même à capturer Constantin Bodin (1081-1101), le roi de Dioclée, avant de le remettre au pouvoir comme allié de l'empire,,,. De fait, Jean Doukas réussit à restaurer l'ordre dans la région de l'Albanie et de la Dalmatie qui a profondément souffert de la guerre contre les Normands. Des correspondances de l'évêque Théophylacte de Bulgarie témoignent du succès de Jean et Théophylacte exprime sa nostalgie après le départ de Jean Doukas dont il réclame le retour,.

## Nomination comme mégaduc et campagne contre les Turcs
Après avoir été rappelé à Constantinople en 1092, Jean Doukas est nommé au poste de mégaduc, c'est-à-dire de commandant en chef de la marine byzantine. Bien que ce soit le premier mégaduc connu et donc le premier à être désigné comme occupant ce poste, il existe des sources attestant de l'existence de la fonction à la fin de l'année 1085, bien que son possesseur ne soit pas connu,. En tant que mégaduc, Jean reçoit la mission de contrer la menace navale posée par l'émir Tzachas de Smyrne, un ancien vassal de l'Empire byzantin qui s'est construit sa propre flotte et s'est emparé de plusieurs îles de la mer Égée tout en en pillant plusieurs autres. Enfin, il s'est lui-même proclamé empereur byzantin,,. Après avoir participé au synode condamnant Léon de Chalcédoine, Jean Doukas part reprendre l'île de Mytilène. Ses troupes marchent le long de la côte anatolienne en face de l'île d'où Jean Doukas peut traverser. La flotte, qui a déjà reconquis l'île de Chios sous le commandement de Constantin Dalassène, vient à la rencontre de Jean Doukas. Les deux forces byzantines mettent alors le siège devant Mytilène durant trois mois avant que Tzachas n'offre de céder l'île en échange de la possibilité de repartir vers Smyrne. Jean accepte, mais alors que les Turcs prennent la mer, Dalassène, qui vient d'arriver avec ses navires, les attaque. Tzachas réussit à s'échapper mais la plus grande partie de sa flotte est capturée ou coulée. À la suite de cette victoire, Jean Doukas renforce les défenses de Mytilène et mène ensuite sa flotte dans une entreprise de reconquête des îles tombées sous la coupe de Tzachas. Après cette campagne, Jean Doukas revient à Constantinople au début de l'été 1092,,.
Après son retour à Constantinople, il reçoit la mission (fin 1092 ou début 1093) de mettre fin aux révoltes de Karykès en Crète et de Rhapsomatès à Chypre avec l'aide de Manuel Boutoumitès. La rébellion de Karykès est réprimée facilement. En effet, la nouvelle de l'approche de la flotte impériale entraîne une sorte de coup d'État renversant Karykès. À Chypre, Jean vient à bout de la résistance de Rapsomatès, qui est capturé peu de temps après. Eumathios Philokalès devient le nouveau gouverneur de l'île et la flotte impériale rentre à Constantinople,,.
Après la prise de Nicée en 1097 par les Byzantins et les Croisés, Alexis nomme Jean commandant en chef de l'armée byzantine en Anatolie. Il lui donne pour mission de reconquérir le littoral de la mer Égée aux mains des Turcs. Jean confie le commandement de la flotte à Kaspax et marche contre Smyrne. Pour éviter les conflits et faciliter les négociations, Jean Doukas obtient la garde de la femme de Kilidj Arslan, fille de Tzachas, capturée à Nicée,,. Après un court siège, Tzachas accepte la reddition de la cité en échange de sa sécurité et d'assurances à propos de la sécurité des habitants de la ville. Le mégaduc accepte facilement et prend possession de la ville dont il nomme Kaspax gouverneur. Toutefois, avant même qu'il ne prenne la direction de la ville, Kaspax est tué par un musulman, ce qui entraîne la colère des marins de la flotte qui massacrent les habitants de la ville. Jean Doukas est incapable de les arrêter et ne peut restaurer l'ordre qu'une fois le massacre terminé. Il laisse alors le général expérimenté Hyaléas comme duc de la ville. De Smyrne, Jean marche vers Éphèse au sud,. Là, il défait la garnison turque après une longue bataille et capture 2 000 prisonniers qu'il réinstalle dans les îles de la mer Égée. Petzéas est nommé duc d'Éphèse et Jean dirige alors son armée vers l'intérieur des terres. Il prend les villes de Sardes et de Philadelphie, confiée à Michel Kékauménos. Jean Doukas atteint ensuite la ville de Laodicée qui lui ouvre ses portes. De là, il marche en direction des forteresses de Choma et Lampe. Il y installe Eustathe Kamytzès comme gouverneur et continue vers Polybotos où se sont réfugiés de nombreux Turcs ayant survécu à la prise d'Éphèse. L'armée de Doukas les attaque par surprise, les défait et amasse un important butin,,.

## Fin de vie
Jean Doukas n'est plus mentionné dans l'Alexiade après sa campagne de 1097. Toutefois, des documents monastiques indiquent qu'il s'est retiré dans un monastère sous le nom d'Antoine. La date de sa mort n'est pas connue non plus mais dans un typikon daté de 1110 à 1116, il est mentionné qu'il est encore vivant, tandis qu'un autre typikon de 1136 indique explicitement qu'il est mort.

## Sources
- (en) Florin Curta, Southeastern Europe in the Middle Ages, 500-1250, Voir en ligne, Cambridge, Cambridge University Press, 2006, 496 p. (ISBN 978-0-521-81539-0, lire en ligne).
- (en) Elizabeth A. Dawes, The Alexiad (Lire en ligne), Londres, Routledge & Kegan Paul, 1928.
- (en) Alexander Kazhdan (dir.), Oxford Dictionary of Byzantium, New York et Oxford, Oxford University Press, 1991, 1re éd., 3 tom. (ISBN 978-0-19-504652-6 et 0-19-504652-8, LCCN 90023208).
- (en) Demetrios I. Polemis, The Doukai : A Contribution to Byzantine Prosopography, Londres, Athlone Press, 1968.
- Basile Skoulatos, Les personnages byzantins de l'Alexiade : Analyse prosopographique et synthèse, Louvain, Nauwelaerts, 1980.
- Paul Gautier, « Défection et soumission de la Crète sous Alexis Ier Comnène », Revue des études byzantines, vol. 35,‎ 1977, p. 215-227 (lire en ligne).
- Jean-Claude Cheynet, « La place de la Serbie dans la diplomatie byzantine à la fin du XIe siècle », Recueil des travaux de l'Institut d'études byzantines, vol. XLV,‎ 2008 (lire en ligne).